# Faiditus cancellatus
Faiditus cancellatus är en spindelart som först beskrevs av Nicholas Marcellus Hentz 1850.  Faiditus cancellatus ingår i släktet Faiditus och familjen klotspindlar. Inga underarter finns listade i Catalogue of Life.